# دی‌اتیلن گلیکول دی‌نیترات
دی‌اتیلن گلیکول دی‌نیترات (به انگلیسی: Diethylene glycol dinitrate) با فرمول شیمیایی C۴H۸N۲O۷ یک ترکیب شیمیایی با شناسه پاب‌کم ۶۱۱۹۸ است. که جرم مولی آن ۱۹۶٫۱۲ g/mol می‌باشد. 